# Dobbiamo stare vicini
Dobbiamo stare vicini è un film italiano, del 2024, di genere commedia, diretto da Gianluca Mattei e Mario Sanzullo. La pellicola è stata prodotta da Atlante Produzioni con la partecipazione di Medusa Film e distribuita in esclusiva sulla piattaforma Prime Video.

## Trama
Biagio e Francesco sono due inquilini di un condominio di Napoli. Sono vicini di casa ma non sono in buoni rapporti: Biagio è un imprenditore che organizza spesso feste con gli amici in casa propria, dove vive con la compagna, mentre Francesco è un pensionato statale vedovo che vive con la figlia Monica. 
Le cose si complicano quando, durante dei lavori non autorizzati dal condominio, gestito dall'amministratore Paolo, i due scoprono che a separare i rispettivi appartamenti c'è una stanza segreta con all'interno un quadro che nasconde una cassaforte. La ricerca dei documenti che possano far rivendicare la proprietà della stanza segreta da parte di Biagio o di Francesco si intreccia con i problemi quotidiani del condominio, con le storie personali dei condomini stessi nonché con il sentimento che pian piano inizia a legare Paolo e Monica.